# 한국철도공사 331000호대 전동차
한국철도공사 331000호대 전동차는 수도권 전철 경의·중앙선에 운행 중인 한국철도공사의 통근형 전동차다. 현재 총 8량 18개 편성(144량)은 문산~용문~지평 구간에서만 운행하고 있으며, 총 4량 9개 편성(36량)은 임진강~문산~가좌~서울역, 용산역 구간에만 고정 운행하고 있다.

## 개요
본 차량은 2009년 7월 1일에 수도권 전철 경의선 개통과 교류 전동차로 8량 13개 편성이 반입되었고, 2012년 12월 15일에 공덕역 연장 개통 및 2014년 12월 27일에 용산역 연장 개통과 함께 증차분으로 8량 5개 편성이 반입되었다. 모두 문산차량사업소에 배속되어 있다.

## 기술적 사양

### 제어기기
한국철도공사 311000호대 전동차 후기형에서 사용된 우진산전, 도시바제 (東芝) COVO52-A0형 주제어장치가 장착되었다.

### 차체 및대차
1차분(33101~33113편성)은 차체 전면부에 충격 흡수 요철 장착 및 알루미늄 대형 압출형재가 적용되었고, 2차분(33114~33127편성)은 스테인리스 차체가 적용되었다. 그리고 무도장 차체가 적용되었다. 또한 모든 차량에 비상탈출을 위한 사다리가 최초로 도입되어 차량 하부에 설치되었다.

### 승무 설비
기존 차량들의 전면부보다 운전실 창을 넓히고, 형태를 살짝 바꾸어 시야를 개선하였으며, 1인 승무에 대응하도록 승무기기가 구성되어 있다.

### 측면 행선LED가동 중단
현재 스크린도어가 모두 설치되어 앞칸과 뒷칸을 제외한 모든 안내기가 소등되었다.

### 편성
편성은 팬터그래프와 주변압기, 제어기기, 전동기가 탑재된 M'차, 제어기기와 전동기만이 탑재된 M차, 그리고 보조전원장치와 공기압축기, 축전지, 제어실등을 갖춘 Tc차, 그리고 아무런 기기도 탑재되지 않는 T차로 구성되었다. 그러나 4량 편성의 열차는 Tc, M'칸만 포함하고 있다.

#### 4량 편성(33114~33122편성)
| 객차번호 | 설치된 전장품                        |
| -------- | ------------------------------------ |
| 3310XX   | Tc(SIV, 공기압축기, 축전지)          |
| 3312XX   | M'(팬터그래프, 주변압기, 주변환장치) |
| 3314XX   | M'(팬터그래프, 주변압기, 주변환장치) |
| 3319XX   | Tc(SIV, 공기압축기, 축전지)          |

#### 8량 편성(33101~33113, 33123~33127편성)
| 객차번호 | 설치된 전장품                        |
| -------- | ------------------------------------ |
| 3310XX   | Tc(SIV, 공기압축기, 축전지)          |
| 3311XX   | M(주변환장치)                        |
| 3312XX   | M'(팬터그래프, 주변압기, 주변환장치) |
| 3313XX   | T(무동력객차)                        |
| 3314XX   | T(무동력객차)                        |
| 3315XX   | M(주변환장치)                        |
| 3316XX   | M'(팬터그래프, 주변압기, 주변환장치) |
| 3319XX   | Tc(SIV, 공기압축기, 축전지)          |

## 도입 역사

### 1차분 (2009년1월~4월)
- 문산차량사업소 소속: 33101~33113편성(총 13편성)
- 제작사: 현대로템
- 제어방식: VVVF-IGBT(도시바)

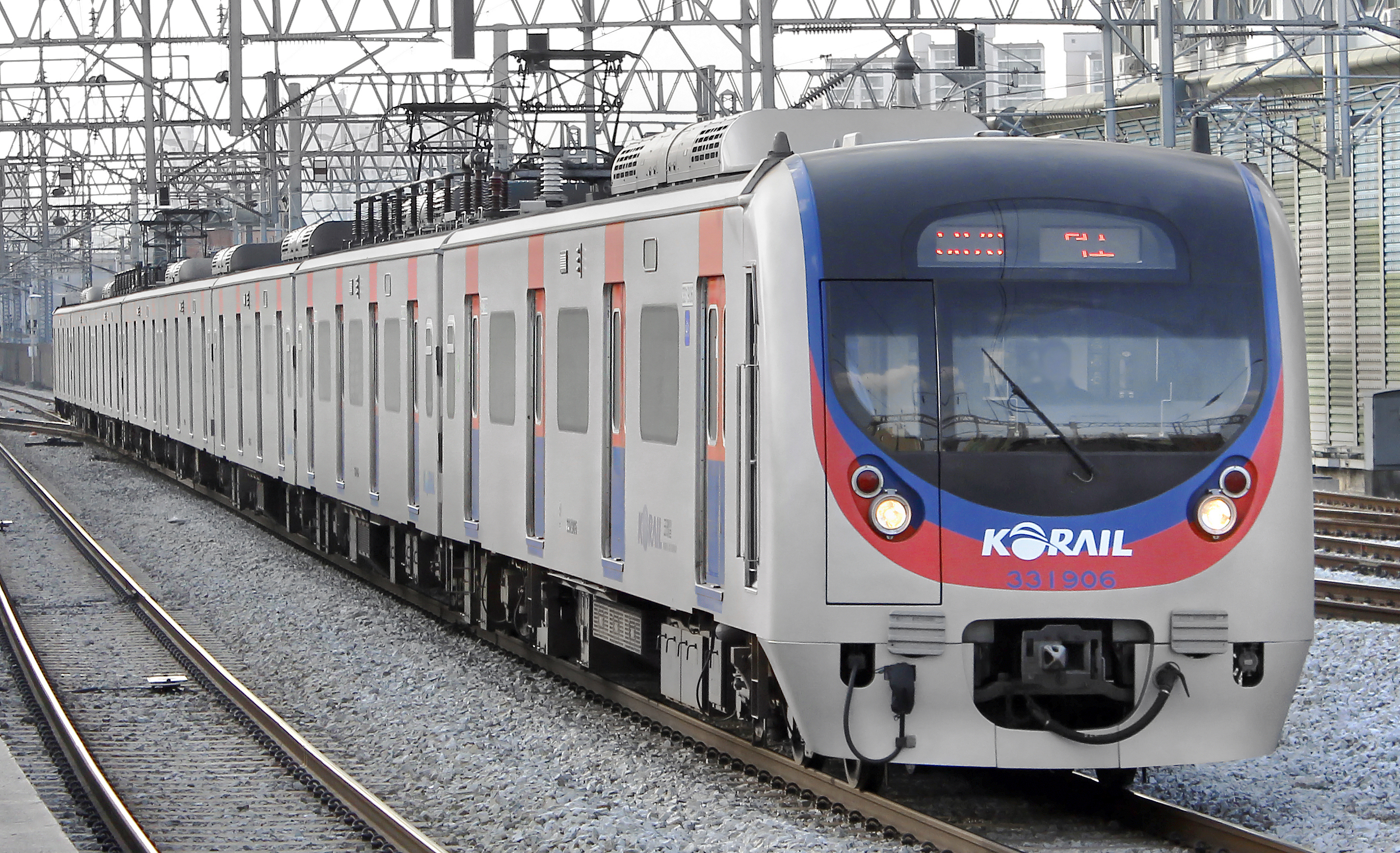
33106편성

- 도입: 2009년 3월 27일~5월 19일
- 2009년 7월 1일 1단계 구간(임진강-가좌,신촌,서울역) 개통분이다.
- 도입 당시 알루미늄 차체가 적용되었으며, 좌석의 폭이 넓어졌고, 좌석을 나누는 봉이 설치되어 승객 취급이 보다 효과적이다.
- 도입 당시 노약자·장애인·임산부석을 제외하고, 천장 선반은 설치되지 않았지만, 현재는 모든 좌석에 설치되었다.
- 33110, 33112~33113편성을 제외한 선두칸에 자전거 전용 거치대가 있다.(다만, 자전거의 경우 주인이 직접 들고 다녀야 한다.)
- 초창기에 도입 당시, 각 출입문 위에 LCD형 모니터가 2개씩 매립된 형태로 설치되었지만, 시스템 노후화 문제로 철거 후 LED 백라이트가 탑재된 천장부착형 LCD 모니터로 교체한 바 있다.

### 2차분 (2012년,2013년7월~11월,2014년9월~11월)
- 문산차량사업소 소속: 33114~33122, 33123~33127편성(총 14편성)
- 제작사: 현대로템
- 제어방식: VVVF-IGBT(도시바)

- 도입

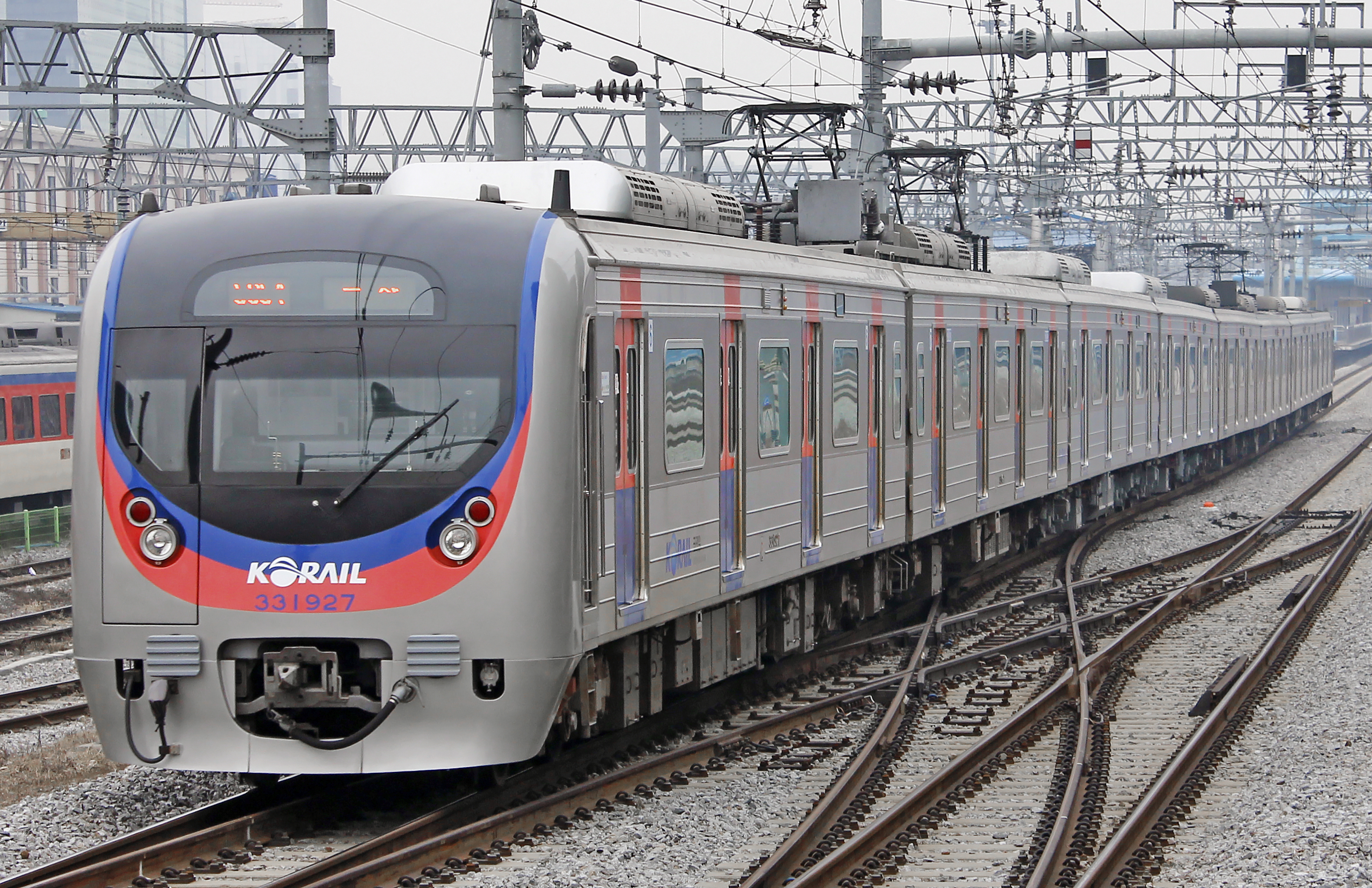
33127편성

33114~33122편성(4량): 2013년 7월 30일~11월 5일
33123~33126편성(8량): 2014년 9월 4일~10월 17일
33127편성(6량): 2012년 하반기
33127편성(8량): 2014년 11월 7일
- 도입 당시 스테인레스 차체가 적용되었다.
- 35129~35133, 35161~35168편성과 사양이 동일하며, 천장부착형 LCD TV가 설치되었다.
- 원래 33114~33122, 33123~33126편성은 4량으로 제작되었고, 33127편성은 6량으로 제작되었다.
- 33114~33122편성은 제작된 이래로 현대로템 창원공장에서 1년가량 유치되었다가 서울역-문산 간 열차로서 도입되었다.
- 33123~33126편성은 제작된 이래로 현대로템 창원공장에서 2년가량 유치되었다가 2014년 12월 27일 3단계 구간(공덕-용산) 개통분으로서 신조 제작된 객차를 장착한 상태로 도입되었다.
- 33127편성은 2012년 12월 15일 2단계 구간(가좌-공덕) 개통분으로서 6량으로 도입됐다. 이후 2014년 12월 27일 3단계 구간(공덕-용산) 개통분으로서 신조 제작된 객차를 장착한 상태로 재도입되었다.

### 3차분 (2024년)
- 문산차량사업소 소속: 33128편성(총 1편성)
- 제작사: 현대로템
- 제어방식: VVVF-IGBT(현대로템 IPM)

### 4차분 (2031년예정)
- 문산차량사업소 소속: 33129편성(총 1편성)
- 제작사: 미정
- 제어방식: 미정

## 배속
- 33101~33113편성: 문산차량사업소, 8량(331000호대 8량 편성의 경우 문산~용문~지평 구간 열차로 운행한다.)
- 33114~33122편성: 문산차량사업소, 4량(331000호대 4량 편성의 경우 임진강~문산~가좌~서울역, 용산 구간 열차로 운행한다.)
- 33123~33128편성: 문산차량사업소, 8량(331000호대 8량 편성의 경우 문산~용문~지평 구간 열차로 운행한다.)

## 현재 운행구간
- ● 수도권 전철 경의·중앙선
  - 경의선: 임진강~문산~가좌~서울 (331000호대 4량 편성 운행)
  - 용산선: 가좌~용산 (331000호대 4량 편성 운행)
  - 경의선: 문산~가좌 (331000호대 8량 편성 운행)
  - 용산선: 가좌~용산 (331000호대 8량 편성 운행)
  - 경원선: 용산~회기 (331000호대 8량 편성 운행)
  - 중앙선: 청량리~용문~지평 (331000호대 8량 편성 운행)

## 현황
현재 운행 중인 차량은 굵은 글씨로 표시했다.

### 1세대분
| 차호       | 도입 시기      | 운행 중단 시기 | 비고 |
| ---------- | -------------- | -------------- | --- |
| 33101 편성 | 2009년         | 운행 중        | 자전거 전용칸이 설치되었다. 우진산전 IGBT로 교체되었다.                                                                                |
| 33102 편성 | 2009년         | 운행 중        | 자전거 전용칸이 설치되었다. |
| 33103 편성 | 2009년         | 운행 중        | 자전거 전용칸이 설치되었다. 우진산전 IGBT로 교체되었다.                                                                                |
| 33104 편성 | 2009년         | 운행 중        | 자전거 전용칸이 설치되었다. |
| 33105 편성 | 2009년         | 운행 중        | 자전거 전용칸이 설치되었다. |
| 33106 편성 | 2009년         | 운행 중        | 자전거 전용칸이 설치되었다. |
| 33107 편성 | 2009년         | 운행 중        | 자전거 전용칸이 설치되었다. |
| 33108 편성 | 2009년         | 운행 중        | 자전거 전용칸이 설치되었다. |
| 33109 편성 | 2009년         | 운행 중        | 자전거 전용칸이 설치되었다. |
| 33110 편성 | 2009년         | 운행 중        | 자전거 전용칸이 설치되었다. |
| 33111 편성 | 2009년         | 운행 중        | 자전거 전용칸이 설치되었다. |
| 33112 편성 | 2009년         | 운행 중        | 자전거 전용칸이 설치되었다. |
| 33113 편성 | 2009년         | 운행 중        | 자전거 전용칸이 설치되었다. |
| 33114 편성 | 2012년         | 운행 중        | 현재 임진강역-문산역 구간와 문산역-서울역/용산역 구간 4량 편성 열차로 고정 운행 중이다.                                                |
| 33115 편성 | 2012년         | 운행 중        | 현재 임진강역-문산역 구간와 문산역-서울역/용산역 구간 4량 편성 열차로 고정 운행 중이다.                                                |
| 33116 편성 | 2012년         | 운행 중        | 현재 임진강역-문산역 구간와 문산역-서울역/용산역 구간 4량 편성 열차로 고정 운행 중이다.                                                |
| 33117 편성 | 2012년         | 운행 중        | 현재 임진강역-문산역 구간와 문산역-서울역/용산역 구간 4량 편성 열차로 고정 운행 중이다.                                                |
| 33118 편성 | 2012년         | 운행 중        | 현재 임진강역-문산역 구간와 문산역-서울역/용산역 구간 4량 편성 열차로 고정 운행 중이다.                                                |
| 33119 편성 | 2012년         | 운행 중        | 현재 임진강역-문산역 구간와 문산역-서울역/용산역 구간 4량 편성 열차로 고정 운행 중이다.                                                |
| 33120 편성 | 2012년         | 운행 중        | 현재 임진강역-문산역 구간와 문산역-서울역/용산역 구간 4량 편성 열차로 고정 운행 중이다.                                                |
| 33121 편성 | 2012년         | 운행 중        | 현재 임진강역-문산역 구간와 문산역-서울역/용산역 구간 4량 편성 열차로 고정 운행 중이다.                                                |
| 33122 편성 | 2012년         | 운행 중        | 현재 임진강역-문산역 구간와 문산역-서울역/용산역 구간 4량 편성 열차로 고정 운행 중이다.                                                |
| 33123 편성 | 2012년, 2014년 | 운행 중        | 객차 중 4량은 2012년 7월부터 8월까지, 나머지 4량은 2014년 4월부터 6월까지 신조되었다.                                                  |
| 33124 편성 | 2012년, 2014년 | 운행 중        | 객차 중 4량은 2012년 7월부터 8월까지, 나머지 4량은 2014년 4월부터 6월까지 신조되었다.                                                  |
| 33125 편성 | 2012년, 2014년 | 운행 중        | 객차 중 4량은 2012년 7월부터 8월까지, 나머지 4량은 2014년 4월부터 6월까지 신조되었다.                                                  |
| 33126 편성 | 2012년, 2014년 | 운행 중        | 객차 중 4량은 2012년 9월, 나머지 4량은 2014년 7월에 신조되었다. 331026호, 331926호에 책꽃이가 설치되어 독서 바람 열차로 운행하고 있다. |
| 33127 편성 | 2012년, 2014년 | 운행 중        | 객차 중 6량은 2012년 10월에 제작되었으며, 나머지 2량은 2014년 7월에 신조되었다. 차량 상부에 검측 장치가 설치되었다.                    |

### 2세대분
해당 편성은 경의·중앙선 노선 색상에 맞는 연옥색으로 도색되어 있다.
| 차호       | 도입 시기 | 운행 중단 시기 | 비고 |
| ---------- | --------- | -------------- | ---- |
| 33128 편성 | 2024년    | 운행 중        |      |

### 3세대분
한국철도공사 319000호대 전동차 31905편성 대차분이다.
| 차호       | 도입 시기   | 운행 중단 시기 | 비고 |
| ---------- | ----------- | -------------- | ---- |
| 33129 편성 | 2031년 예정 | 제작 예정      |      |

## 사진

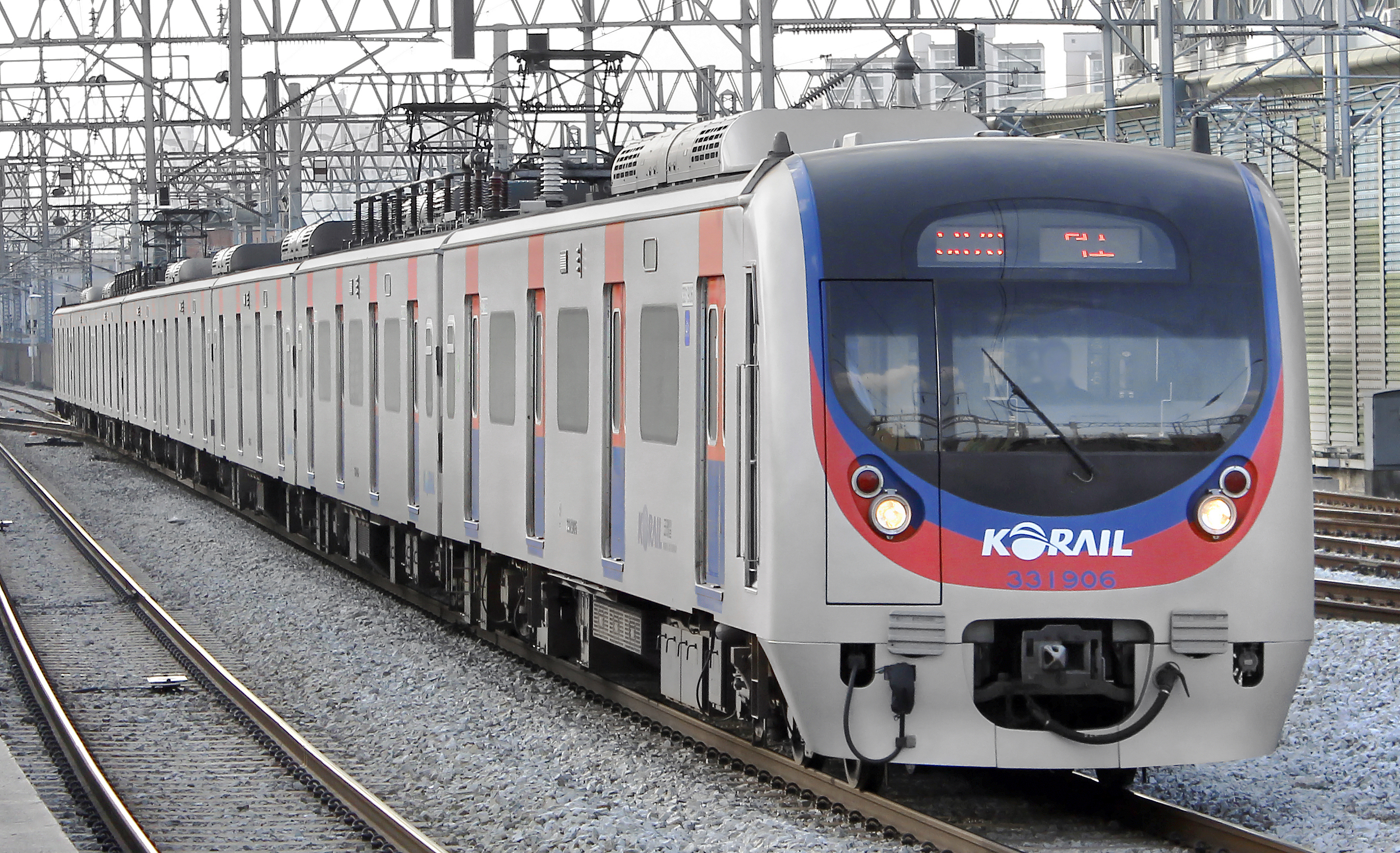
33106편성 (1차분)
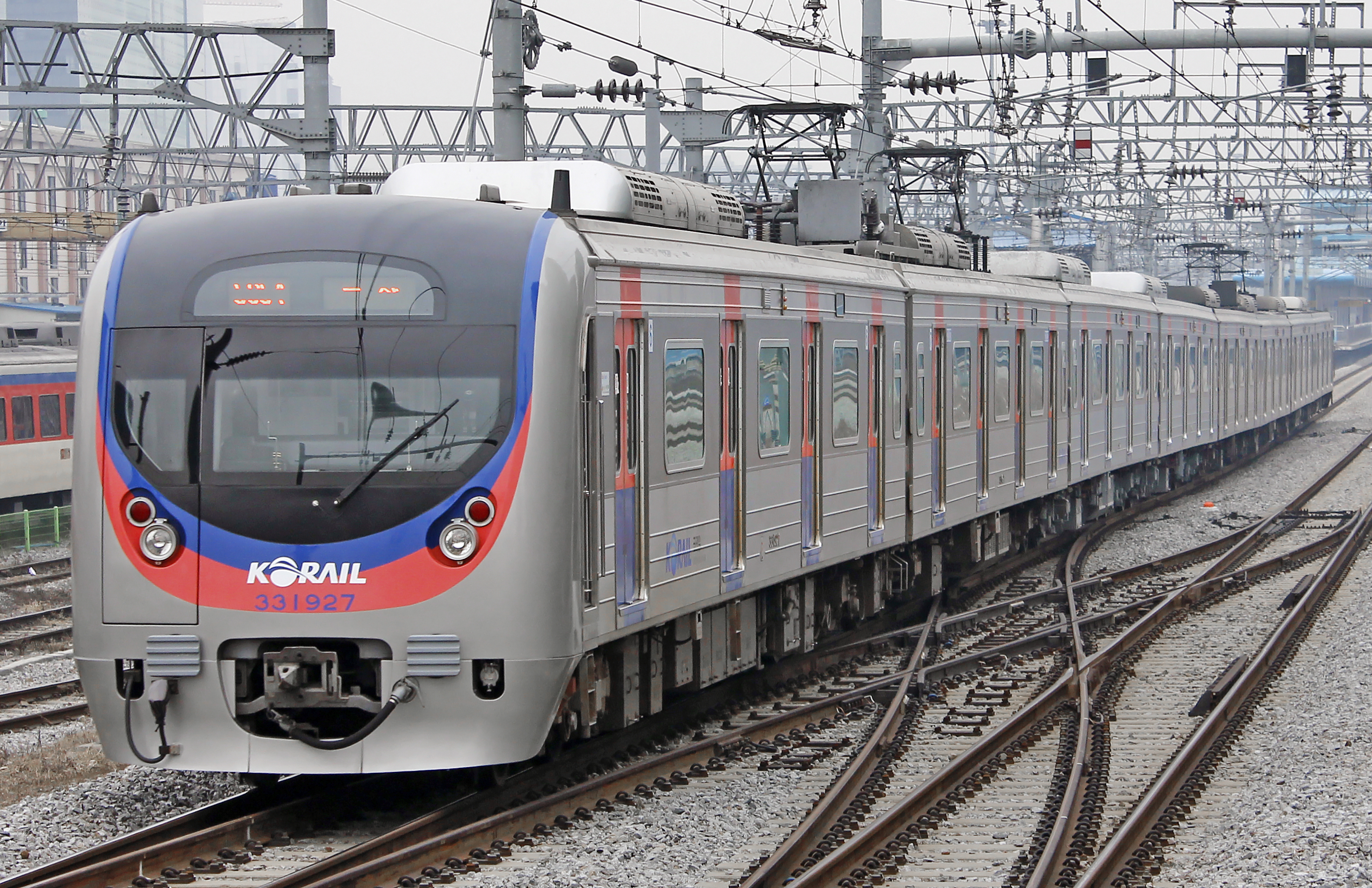
33127편성 (2차분)
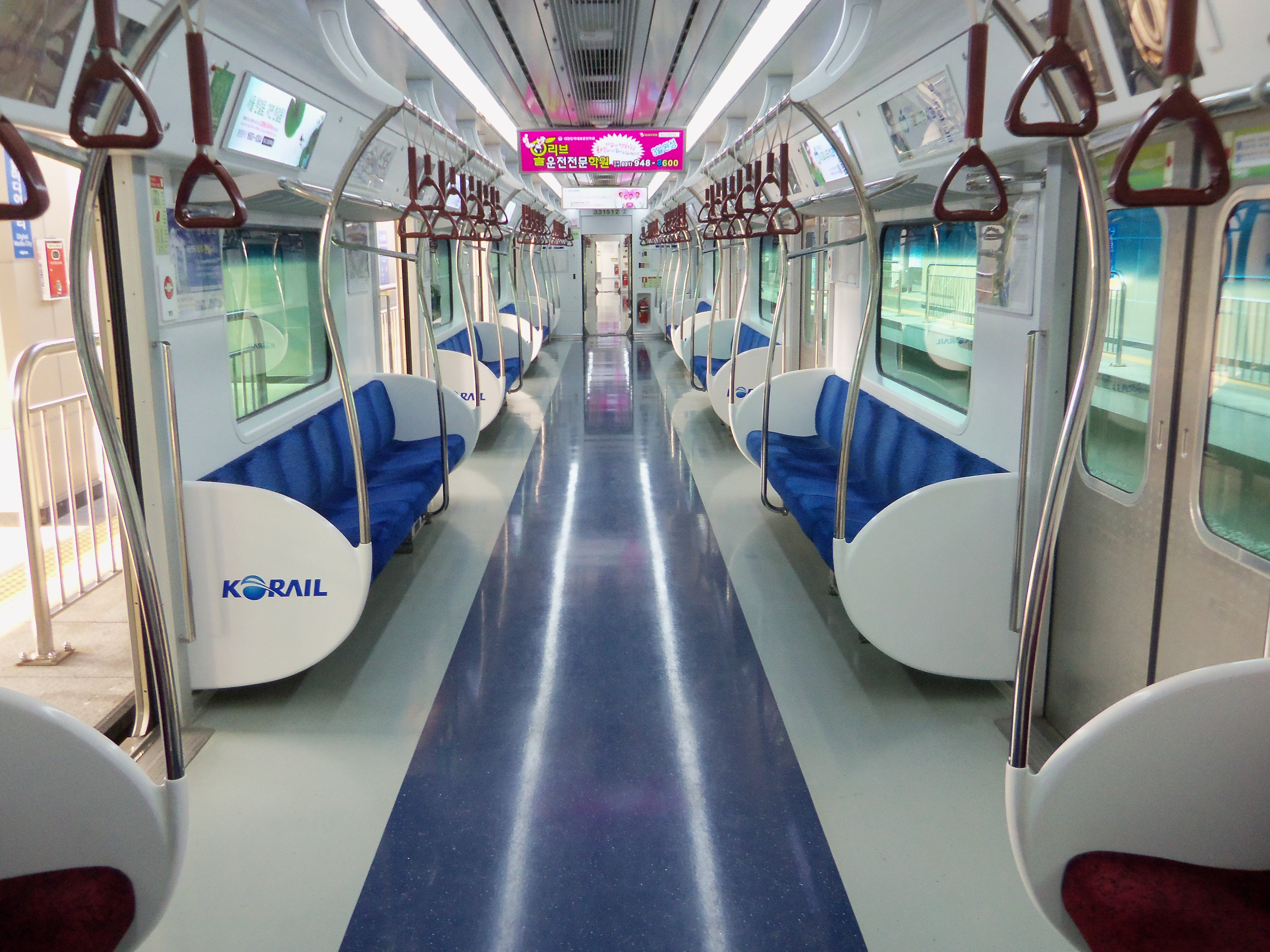
차량 내부(선반 설치 후)
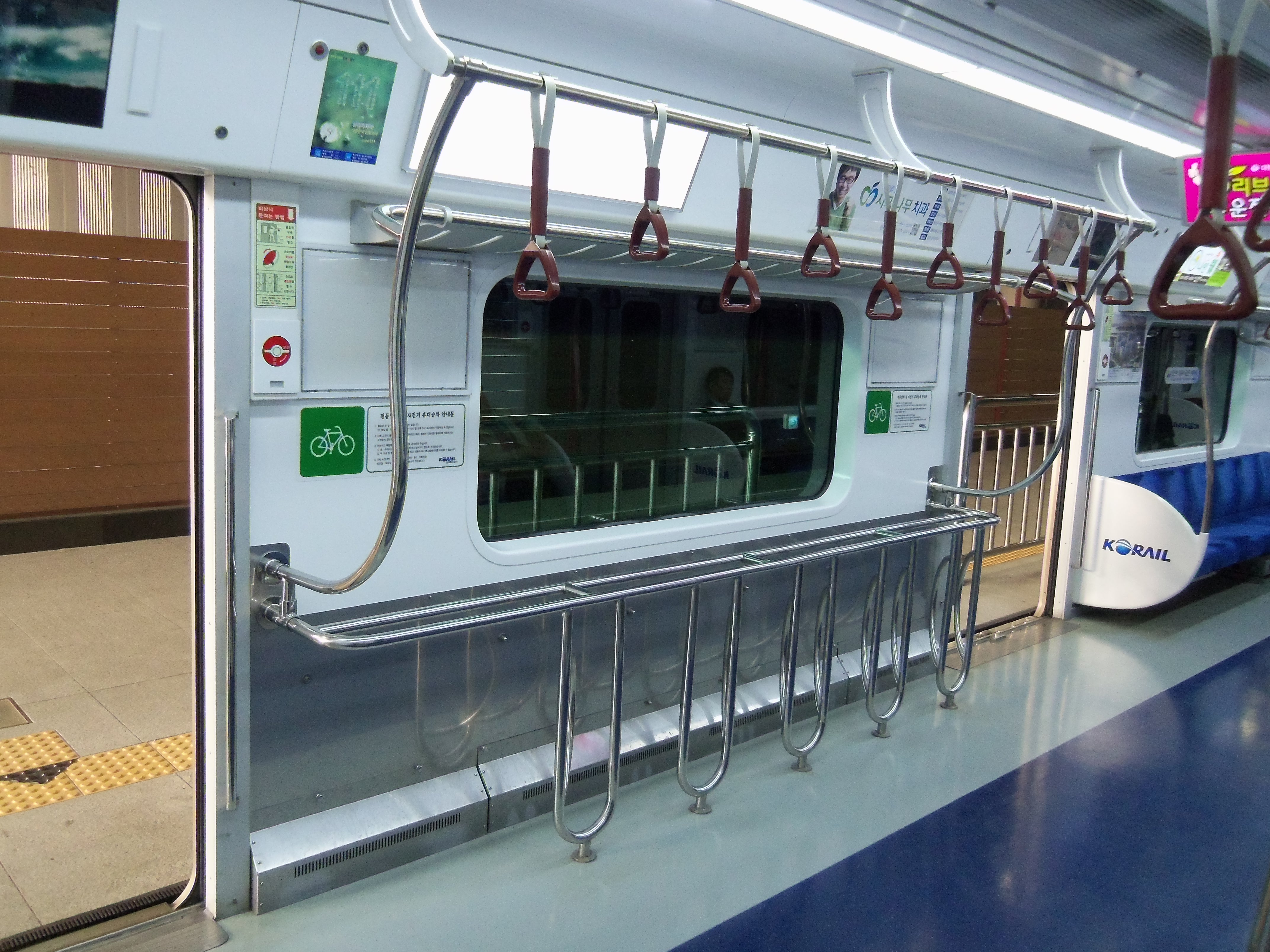
자전거 전용 거치대

## 각종 미디어에서의 등장

### 만화에서의 등장
- 애슬론 또봇 - 애슬론 메트론

## 같이 보기
- 한국철도공사
- 수도권 전철 경의·중앙선
- 한국철도공사 321000호대 전동차
- 한국철도공사 391000호대 전동차